# Галбато (Месина)
Галбато је насеље у Италији у округу Месина, региону Сицилија.
Према процени из 2011. у насељу је живело 119 становника. Насеље се налази на надморској висини од 358 м.